# Munidopsis cubensis
Munidopsis cubensis is een tienpotigensoort uit de familie van de Munidopsidae. De wetenschappelijke naam van de soort is voor het eerst geldig gepubliceerd in 1942 door Chace.